# Aloe

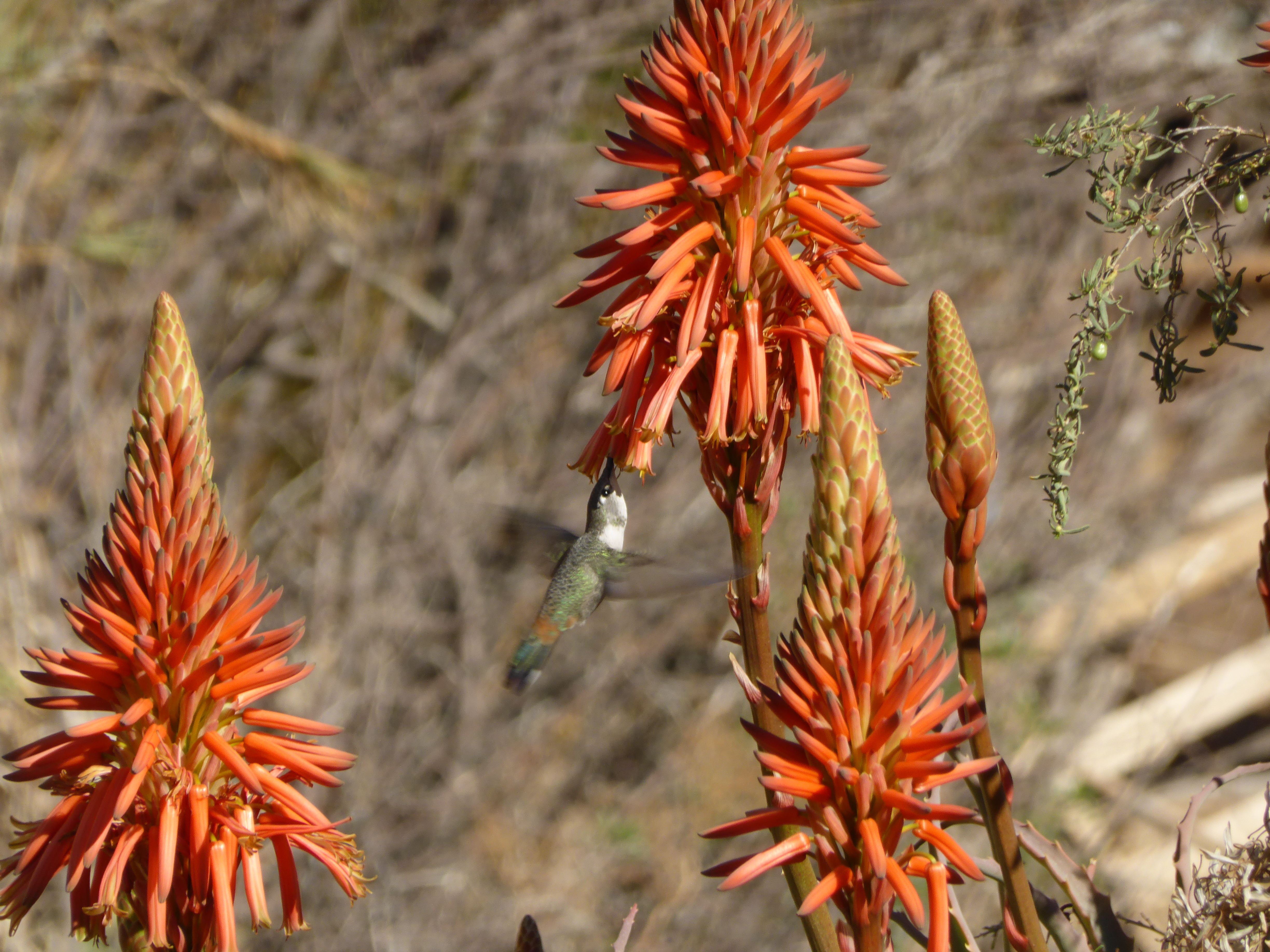
Inflorescencias de aloe y un colibrí, en Pisco Elqui, Chile.

Aloe, de nombre común áloe, sábila o acíbar, entre otros, es un género de plantas suculentas. El sistema de clasificación APG IV (2016) incluye el género en la familia Asphodelaceae, subfamilia Asphodeloideae. Dentro de esta subfamilia se encuentra en la tribu Aloeae. En el pasado fue asignada a Aloaceae (ahora incluida en Asphodeloidae) o en una circunscripción más amplia a Liliaceae (Sistema de Cronquist, 1981). Tiene alrededor de 525 especies aceptadas de las más de 1000 descritas.
Es nativo de las regiones secas de África, Madagascar y Oriente Próximo, aunque se ha difundido por todo el mundo.
Los miembros de los géneros Gasteria y Haworthia, que tienen un modo de crecimiento similar son, a veces, cultivados y popularmente conocidos como aloes. Otra familia generalmente confundida con los aloes son las agaváceas, pero se diferencian de estas en que sus hojas jóvenes no se agrupan de forma cónica, su escapo no es terminal y la planta no muere después de la floración.

## Descripción
La mayoría de las especies forman una roseta de grandes hojas carnosas y gruesas que salen de un tallo corto (en algunas especies es muy largo e incluso ramificado). Estas hojas son normalmente lanceoladas con un afilado ápice y márgenes espinosos, los colores varían del gris al verde brillante y a veces están rayadas o moteadas. Las flores tubulares, con colores desde amarillo a anaranjado o rojo, nacen en un tallo sin hojas, simple o ramificado, agrupadas en densos racimos (inflorescencias). Los aloes son plantas que se reproducen por polinización cruzada y se multiplican, además, por semilla o por retoños. Las inflorescencias pueden ser cónicas (A. arborescens, A. maculata), cilíndricas (A. broomii, A. suzannae) globulares (A. striata, A. capitata, A. helenae).
Muchas de las especies aparentemente no poseen tallo, surgiendo la roseta directamente a nivel del suelo; otras variedades pueden tener o no tallos ramificados de donde brotan las carnosas hojas. Algunos de los aloes nativos de Sudáfrica tienen largos troncos, lo que les da el aspecto de árboles.
Este género tiene la capacidad de conservar el agua de lluvia, lo que le permite sobrevivir durante largos períodos de tiempo en condiciones de sequía.
Después de tres años de vida de la planta, el gel contenido en las duras hojas verdes externas está al máximo de su contenido nutricional.
No confundir con el género Aloidendron, que se separó en 2013 del género Aloe. Este se distingue de Aloe porque sus miembros tienen un crecimiento arbóreo mucho mayor.

## Etimología
La palabra latina aloe proviene del griego άλς, άλός (als, alós), ‘sal’ (dando άλόη, ης, ή —aloe, aloes, aloé—, que designaba tanto a la planta como a su jugo), debido a su sabor, que recuerda al agua del mar. De allí habría pasado al latín ălŏē, ēs con la misma acepción, y que, en sentido figurado, significaba también ‘amargo’. La palabra griega provien del Hebreo אֲהָלִים (ʾăhālîm) o ohel (אהל), frecuentemente citado en textos bíblicos. La palabra hebrea probablemente deriva del Tamil அகில் (akil).

## Taxonomía
El Sistema de clasificación APG IV (2016) ubica al género en la familia Asphodelaceae, subfamilia Asphodeloideae. En el pasado también se le asignó a las familias Liliaceae y Aloeaceae, así como a la familia Asphodelaceae en sentido estricto, antes de que esta se fusionara con Asphodelaceae en sentido estricto.
La circunscripción del género ha variado ampliamente. Muchos géneros, como Lomatophyllum, se han convertido en sinonimia. Los estudios filogenéticos moleculares, particularmente a partir de 2010, sugirieron que, como estaba entonces circunscrito, Aloe no era monofilético y debería dividirse en géneros más definidos. En 2014, John Charles Manning y sus compañeros de trabajo produjeron una filogenia en la que Aloe se dividió en seis géneros: Aloidendron, Kumara, Aloiampelos, Aloe, Aristaloe y Gonialoe.

## Usos
Estas plantas se cultivan frecuentemente como ornamentales tanto en jardines como en macetas, por su atractivo y dureza.
Algunas especies, Aloe maculata, Aloe arborescens y en especial Aloe barbadensis, se utilizan en medicina alternativa por contener el principio activo aloina y como botiquín doméstico de primeros auxilios. Tanto la pulpa transparente interior como la resina amarilla exudada al cortar unas hojas se usa externamente para aliviar dolencias de piel. Sistemáticas reseñas de pruebas clínicas aleatorias y controladas han demostrado que no existe evidencia de que el Aloe tenga potentes efectos medicinales. Sin embargo, otras investigaciones sugieren que Aloe vera puede reducir significativamente la curación de heridas en comparación a los protocolos de tratamiento normales.
El gel que se encuentra en las hojas se usa para calmar quemaduras menores, heridas y diversas afecciones cutáneas, como el eccema y la tiña. Su efecto calmante es casi inmediato, además de aplicar sobre las heridas una capa que se supone reduce los cambios producidos por cualquier infección. El uso de esta hierba medicinal fue popularizado en muchos países occidentales durante la década de 1950.
Hay pocos estudios correctamente dirigidos sobre los posibles efectos beneficiosos de ingerir el gel de Aloe, y sus extractos ingeridos en exceso son tóxicos. Algunos estudios en animales de laboratorio indican que los extractos poseen un significativo efecto anti-hiperglucémico y pueden ser útiles en el tratamiento de la diabetes tipo II, sin embargo estos estudios no han sido confirmados en humanos.
Las industrias cosméticas, sobre todo del cuero cabelludo, ahora producen variedad de marcas de champús que contienen como principal ingrediente el aloe vera de la sábila, por su propiedad humectante y desinfectante, y que sirve para fortalecer el cabello.
El 9 de mayo de 2002, la Administración de Medicamentos y Alimentos de Estados Unidos publicó una ley prohibiendo el uso del Aloe y la cáscara sagrada como ingredientes laxantes en productos medicinales sin receta médica.
Según Cancer Research UK, un producto potencialmente mortal llamado T-UP está hecho de aloe concentrado y se promociona como una cura para el cáncer. Dicen que "actualmente no hay evidencia de que los productos de aloe puedan ayudar a prevenir o tratar el cáncer en humanos".

## Algunas de las especies más conocidas
Si bien son muchas las especies de aloes existentes, no más de 30 son las más conocidas por sus propiedades medicinales, cosméticas o su uso decorativo. Además, hay unas cuantas especies que no son agradables a la vista, lo que facilita su identificación.
- Aloe arborescens: posee forma arbustiva, con una altura de hasta 1-2 m. Cada una de sus hojas son delgadas, de color verde oscuro completamente, dientes en el borde y tiende a doblarse en el extremo. Su inflorescencia es de color rojo, de forma cónica, más grande que la de Aloe maculata. Se cultiva para uso medicinal y como planta decorativa.
- Aloe vera: con una altura de 1 m aproximadamente, sus hojas son de color verde claro grisáceo, con una curvatura pronunciada en el comienzo. Su inflorescencia es de color blanco-amarillento, pequeña, de forma similar a la de Aloe maculata. Se consume por sus propiedades medicinales.
- Aloe ferox: con una altura de hasta 2 m, posee un tallo de unos 20 cm de diámetro, y en su extremo superior posee la roseta característica de los aloes. Sus hojas son de color verde, con una pequeña curvatura. Su inflorescencia es de color anaranjada, de forma cilíndrica. Se consume como laxante natural.
- Aloe maculata: con una altura de 5-10 cm, posee forma de estrella con 4 o 5 hojas por nivel. Cada una de estas hojas nace verticalmente pero luego caen para mantenerse de manera horizontal, tienen pintas blancas y dientes en el borde. Su inflorescencia, de color anaranjado (naranja escarlata), es pequeña (con forma cilíndrica). Se cultiva para uso cosmético, como planta decorativa y poco frecuentemente para uso medicinal.
- Aloe juvenna: endémica de Kenia, posee hojas agrupadas en una roseta basal. Las hojas son carnosas, largas y estrechas de color verde, moteada con manchas blancas y los márgenes armados con dientes.

## Galería de imágenes

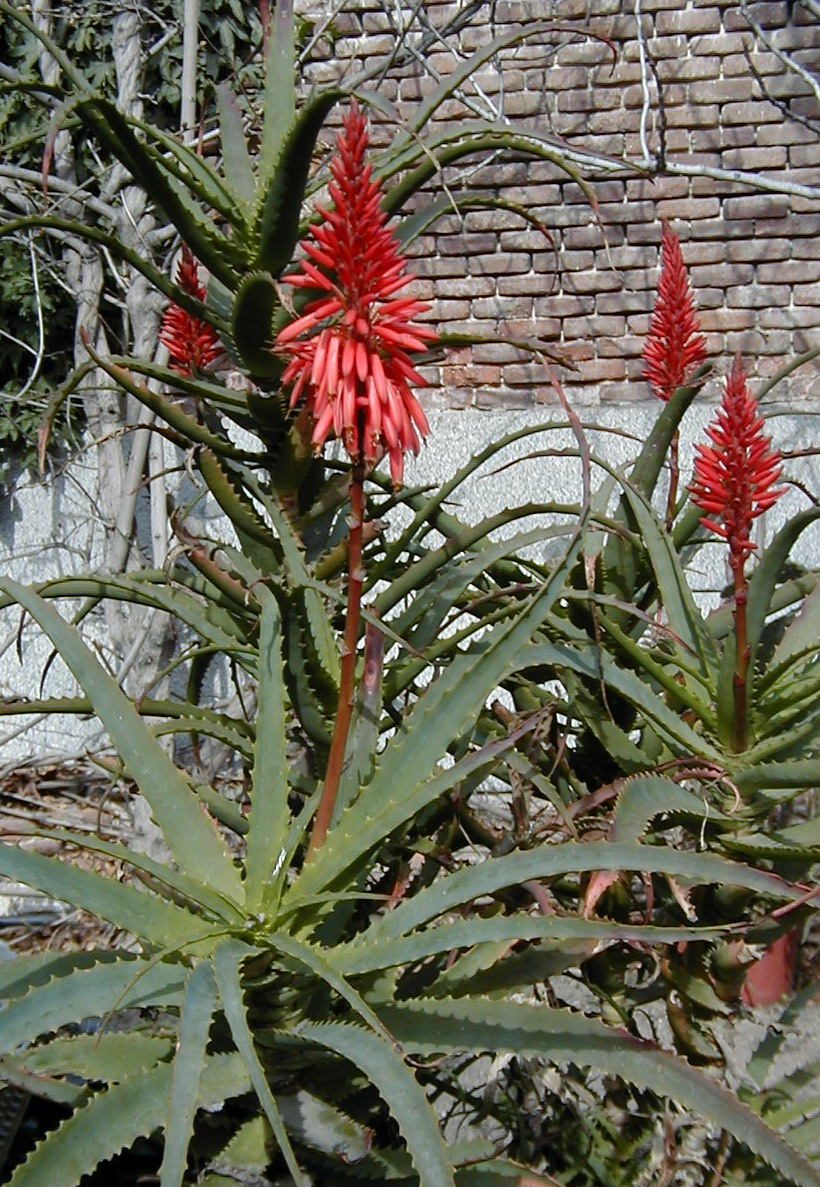
Aloe arborescens.
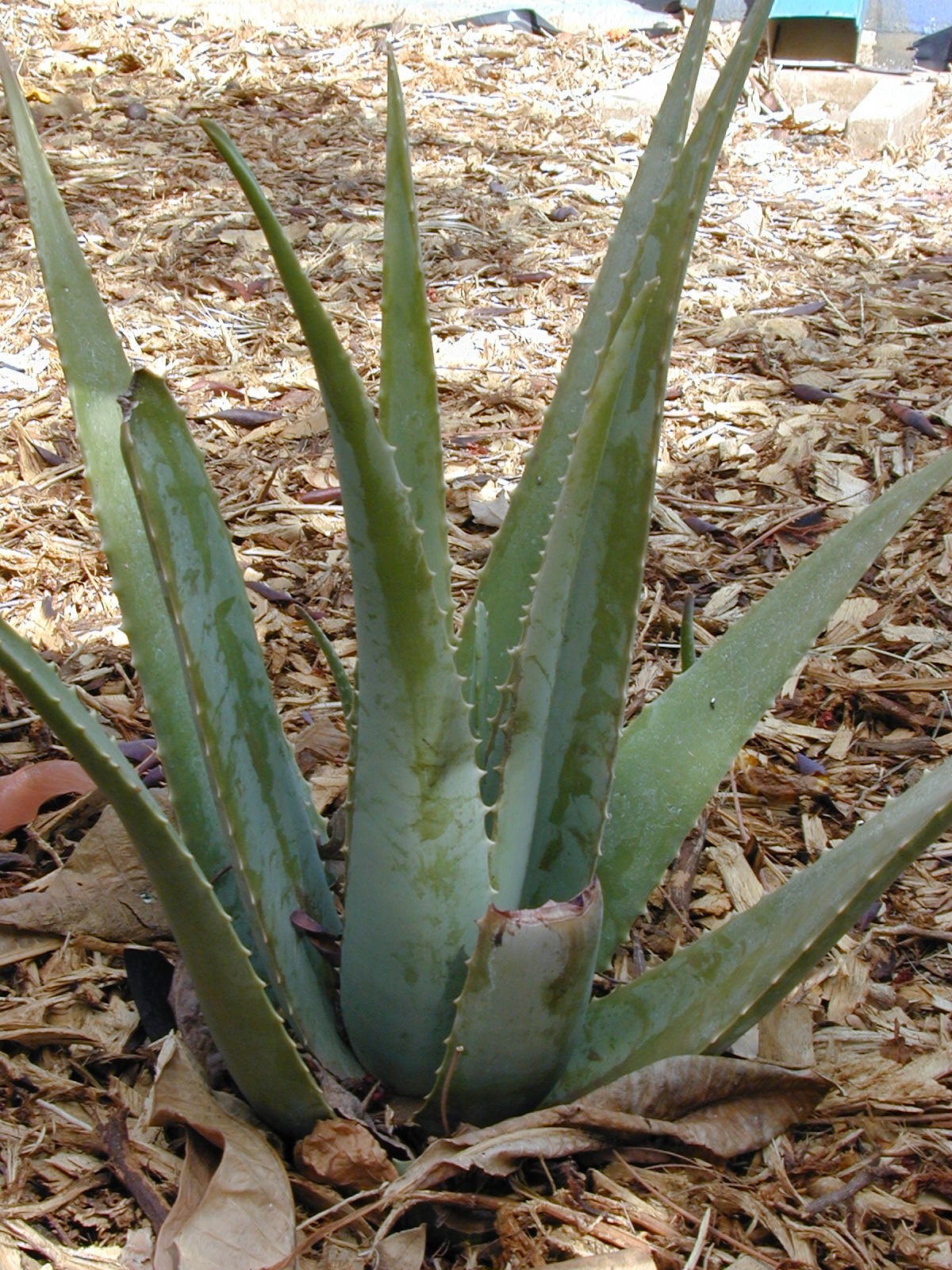
Aloe vera.
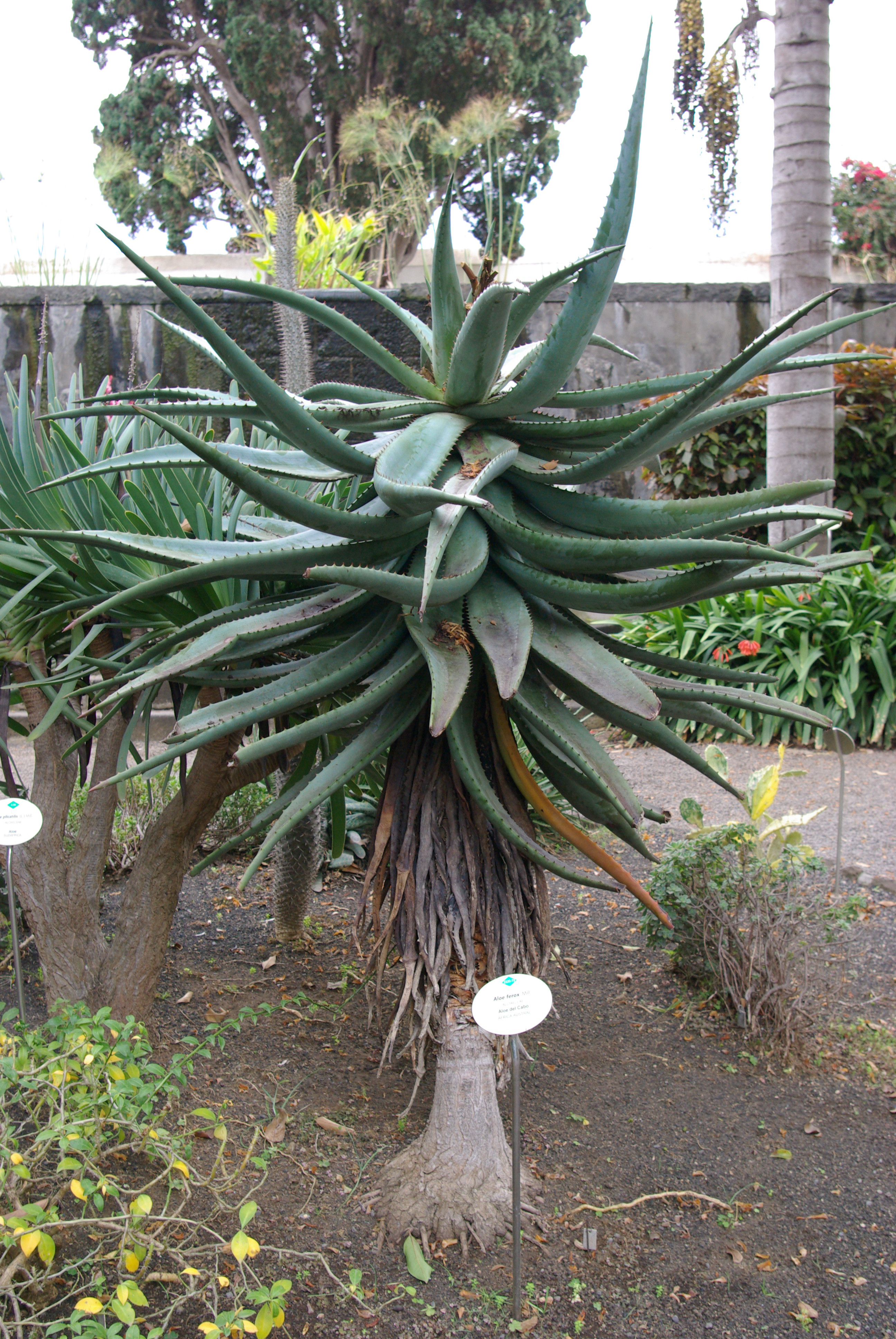
Aloe ferox.
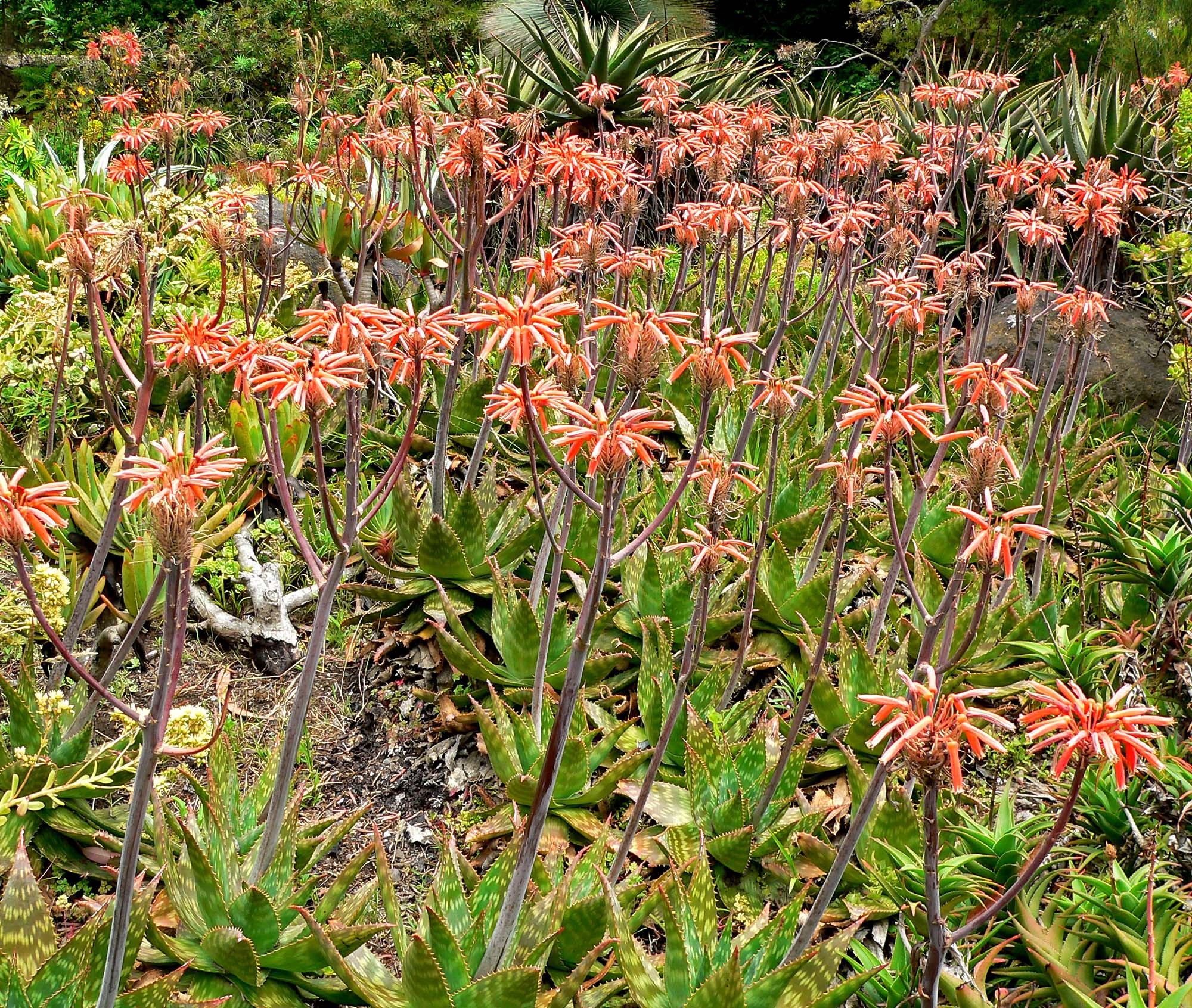
Aloe maculata.
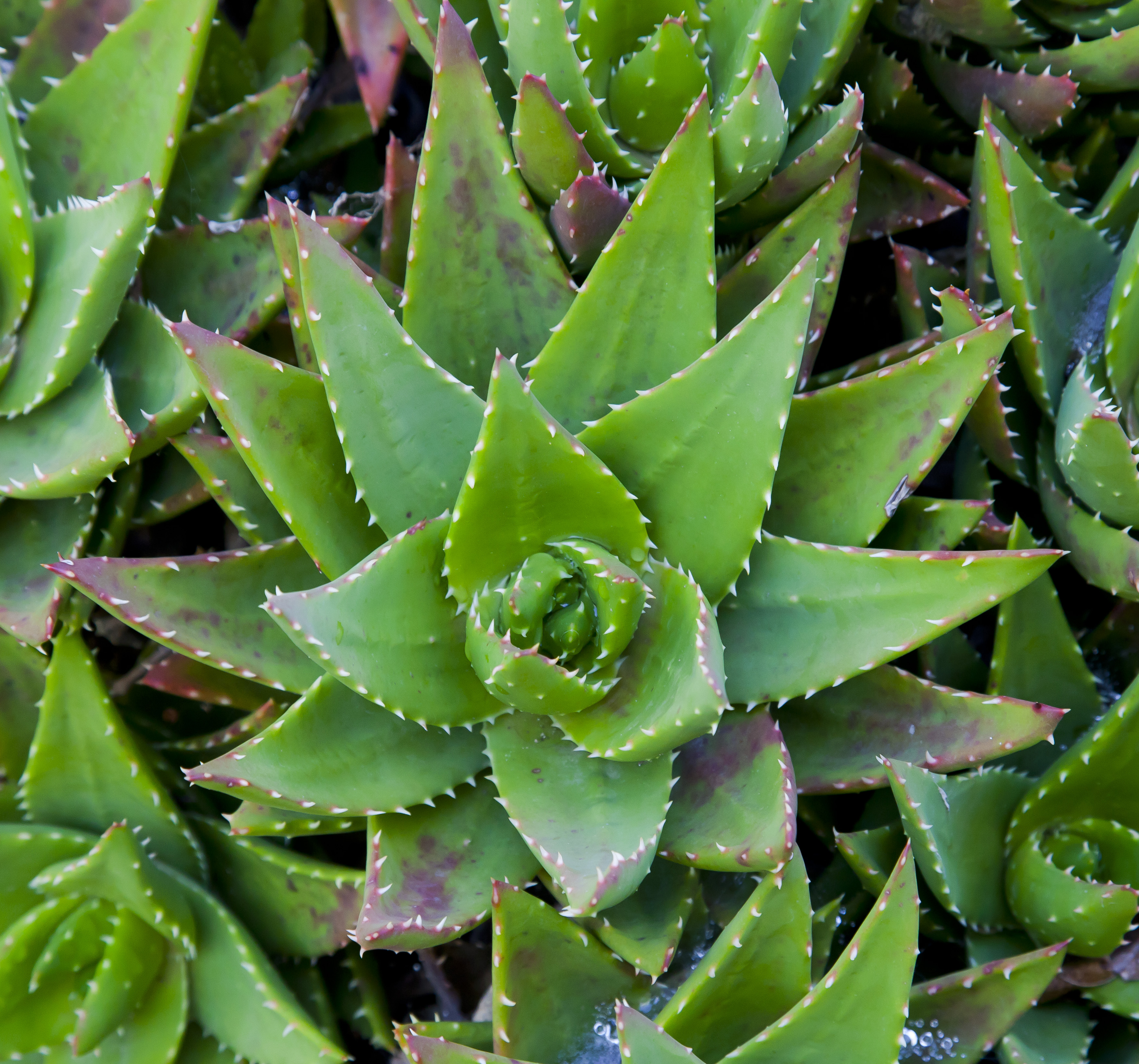
Híbrido de aloe.